# Obléhání Bastogne
Obléhání Bastogne bylo jedním z nejdůležitějších střetnutí bitvy v Ardenách. Bitva se odehrála mezi Němci a Američany v prostoru města Bastogne. K americkému vítězství zde značnou měrou přispěli parašutisté ze 101. výsadkové divize, která zde vybojovala jedno ze svých nejslavnějších vítězství.

## Předehra
Po drtivých porážkách u Stalingradu a Kurska na východní frontě a po porážce v Africe v roce 1943 Němci již definitivně přešli do obrany. V září 1943 se spojenci vylodili v Itálii a 6. června 1944 ve Francii. Němci nyní museli bojovat na třech frontách najednou - na východní frontě, ve Francii a v Itálii. Hitler se naposledy pokusil zvrátit průběh války, když na zimu roku 1944 naplánoval mohutnou ofenzívu v prostoru Ardenského lesa, jejímž cílem bylo dobytí Antverp a vražení klínu mezi britskou a americkou armádu. Německý útok, i přes protesty německých velitelů, začal 16. prosince 1944. Zpočátku se zdálo, že se Němcům jejich záměr podaří, neboť využili momentu překvapení a špatně připravení američtí a britští vojáci ustupovali na všech místech útoku. Před Němci stálo město Bastogne, strategicky důležitá křižovatka, kam směřovaly všechny silnice v Ardenách. Pokud Němci chtěli dosáhnout Antverp, museli Bastogne dobýt. Američanům se podařilo ve velkém spěchu do města dopravit 101. výsadkovou divizi, která se opevnila v jeho okolí. Výsadkáři měli za úkol Bastogne udržet a bojovat až do příchodu posil.

## Obléhání
Na sever od Bastogne měla 6. tanková armáda překročit řeku Maasu. 5. tanková armáda dostala rozkaz obsadit důležité dopravní křižovatky St. Vith a Bastogne a poté měla postupovat k Bruselu. 7. armáda měla jižně od Bastogne zabránit případným spojeneckým akcím.

### 16. prosince
První německé síly zaútočily na americká postavení. Využily momentu překvapení - Američané neočekávali, že by Němci byli schopni zahájit útočnou operaci. I když se Američané pokoušeli Němce zastavit, neuspěli. Němci postupovali rychle vpřed a tlačili americké jednotky před sebou. Americké velení odmítalo přiznat fakt, že jde o rozsáhlý německý útok, brzy se však ukázala pravda.

### 17. prosince
Bez ohledu na americký odpor pronikla německá armáda do hloubky dvaceti kilometrů, ovšem i tak měli Němci 12 hodin zpoždění oproti plánu. Američané se už téměř nepokoušeli o odpor a spíše za sebou na útěku ničili sklady pohonných hmot. Později odpoledne americké velení už konečně uvěřilo v německý útok. Generál Eisenhower reagoval velmi rychle. Během několika dní poslal do Arden na pomoc 200 000 vojáků, z toho dvě výsadkové divize a 50 000 vozidel. Američani neměli ve svých rotách plný počet mužů, některým chyběly helmy, postrádali kulomety, chybělo zimní oblečení, byl nedostatek jídla a munice. Někteří vojáci dokonce měli u sebe jen tři náboje.

### 18. prosince
Americké posily se již blížily a v Ardenách probíhaly další těžké boje. Američané se snažili bránit a zabránit Němcům v postupu. Němci několikrát použili místo vojáků a tanků na Američany dělostřelectvo, aby je vyhnali z obranných postavení a postříleli. Američané prohrávali každý boj.

### 19. prosince
Do Arden dorazily dvě americké výsadkové divize. 101. výsadková divize byla umístěna do lesů kolem Bastogne. 82. výsadková divize měla za úkol ubránit St. Vith. 101. výsadková divize vybudovala kruhovou obranu kolem Bastogne.

### 20. prosince
Německé síly často ostřelovaly děly Bastogne a okolní lesy. Výsadkáři, kteří byli zakopaní v lesích, byli ve velmi těžké situaci. Toho dne napadl v Ardenách první sníh. Zraněných vojáků přibývalo kvůli ostřelování. Zdravotníci měli plné ruce práce. Němcům se také podařilo přerušit americké zásobovací linie. Bastogne i s celou 101. výsadkovou divizí byla v obklíčení, bez jakékoliv únikové cesty. Neměli jídlo, střelivo, tanky ani leteckou podporu. Němci vyslali do bojů o Bastogne celkem 8 divizí.

### 21. prosince
Neustálé přívaly sněhu ztěžovaly terén. Zem nebyla zmrzlá, což bránilo německým tankům v postupu. Na stěnách zákopů se objevily namrzající vrstvy ledu. V takových podmínkách se Američanům tvořily omrzliny a dostávali zápal plic. Neměli se jak zahřát, i přesto zatím 101. výsadková divize odrážela každý útok, který Němci na Bastogne zorganizovali. Boje v takových podmínkách byly kruté a těžké. Jedinou výhodou sněhu bylo to, že skrýval odtržené končetiny od těla, jak americké, tak německé.

### 22. prosince
Sníh a mlha znemožňovaly letecké zásobování. Američané byli ve složité situaci, i když odráželi dosud všechny německé útoky a ostřelování, jejich morálka byla velmi nízká. Jediné, co je ještě trochu drželo při životě, byli kamarádi v boji. Fungovali jako rodina. Dva němečtí důstojníci byli vysláni s bílým praporem a ultimátem, které požadovalo, aby se americké jednotky v Bastogne a jeho okolí vzdaly, jinak budou rozdrceny. Velitel 101. divize generál McAuliffe odpověděl: "Prdlajs! (nuts)".
Když se to dostalo mezi vojáky, velmi jim to zvedlo morálku.

### 23. prosince
V tento den se nad Bastogne rozjasnilo. Mlha zmizela a vysvitlo slunce. Přiletěly letouny C-47 a shazovaly americkým jednotkám zásoby. Přibylo trochu jídla a střeliva a hlavně ponožky. Každý německý útok byl od Bastogne odražen.

### 24. prosince
I když se zase zatáhlo a znovu začal padat sníh, Američané se stále drželi-už pět dní. Lesy kolem Bastogne byly posety mrtvolami vojáků, civilistů, zvířat, ale rozkaz zněl jasně. Bránit Bastogne do posledních sil.

### 25. prosince
Sváteční oběd na Boží hod nepředstavoval krocan, ale fazole. I přes všechny ukrutné boje, co probíhaly, si vojáci zpívali koledy. Američané už ostřelování děly brali jako stereotyp. Německé útoky nepřestávaly.

### 26. prosince
Hrdinství 101. výsadkové divize nakonec přineslo své ovoce. Americká 4. tanková divize dorazila do Bastogne a prolomila německé obklíčení. Zcela vyčerpaní vojáci dostali nové posily a zásoby. 101. výsadková divize již nebyla v obklíčení a zároveň udržela Bastogne. Symbolem hrdinství amerického vojáka se stala Bastogne. Generál Eisenhower vyznamenal všechny její obránce.
Žádný z příslušníků 101. výsadkové divize, hlavně roty E nikdy nikdo nepřipustil, že by divizi bylo nutno pomoci.[zdroj?] Toto tvrzení je uvedeno v závěrečných titulcích 6. epizody seriálu Bratrstvo neohrožených.

## Po bitvě
101. výsadková divize se těšila na přesunutí zpátky do Francie, jenže zůstala v Ardenách, kde musela vybojovat důležité boje o města Foy a Noville.